# Phrictus punctatus
Phrictus punctatus är en insektsart som beskrevs av Caldwell 1945. Phrictus punctatus ingår i släktet Phrictus och familjen lyktstritar. Inga underarter finns listade i Catalogue of Life.